# Gunung Bandahara
Gunung Bandahara är ett berg i Indonesien.   Det ligger i kabupatenet Kabupaten Gayo Lues och provinsen Aceh, i den västra delen av landet, 1 500 km nordväst om huvudstaden Jakarta. Toppen på Gunung Bandahara är 2 986 meter över havet.
Terrängen runt Gunung Bandahara är bergig österut, men västerut är den kuperad. Gunung Bandahara är den högsta punkten i trakten. Runt Gunung Bandahara är det glesbefolkat, med 9 invånare per kvadratkilometer. I omgivningarna runt Gunung Bandahara växer i huvudsak städsegrön lövskog.